# Chandak Sengoopta
Chandak Sengoopta je britský vysokoškolský pedagog a historik medicíny indického původu.
Narodil se a vyrůstal v Kalkatě v Indii, jeho mateřským jazykem je bengálština.
V Kalkatě vystudoval lékařství a psychiatrii. Doktorát z dějin vědy zíslal na Johns Hopkins University v USA.
Působí jako profesor dějin lékařství na Katedře dějin, klasických studií a archeologie na Birkbeck College Londýnské univerzity. Jako historik se zaměřuje na biomedicínské koncepty genderu, šílenství a normality. Je autorem několika knih, z nichž česky vyšla roku 2009 jeho studie o židovském filosofovi s názvem Otto Weininger, Sexualita a věda v císařské Vídni.